# آلخاندرو کاسانیاس
| birth_date = 
| birth_place = 
آلخاندرو کاسانیاس (اسپانیایی: Alejandro Casañas‎؛ زادهٔ ۲۹ ژانویهٔ ۱۹۵۴) دونده اهل کوبا بود.